# Ocean Infinity
Ocean Infinity est une entreprise de robotique marine basée à Austin aux États-Unis et à Southampton au Royaume-Uni. Fondée en 2017, l’entreprise utilise des robots pour collecter des données sur l’océan et les fonds marins.

## Histoire
Ocean Infinity a été fondée en juillet 2017 et son siège est situé à Austin, au Texas, ainsi qu’à Southampton, en Angleterre. La société est dirigée par Oliver Plunkett (PDG) et reste détenue de manière privée,. Ocean Infinity a été créée en réponse au potentiel d'utilisation à grande échelle de robots marins pour l’acquisition et l’analyse de données océaniques.

## Flottes robotiques
Ocean Infinity opère deux flottes robotiques : la flotte Infinity et la flotte Armada. La flotte Infinity comprend quatorze véhicules sous-marins autonomes actifs dans les océans du monde. La flotte Armada devait initialement être composée de quinze navires robotiques, opérationnels fin 2020. Les flottes peuvent fonctionner jusqu’à 6 000 mètres de profondeur et sont équipées de capteurs et technologies de navigation,,.

## Projets

### Résumé
Résumé des missions de recherche réussies menées par Ocean Infinity :
| Navire/Sous-marin    | Date du naufrage | Date de découverte | Profondeur | Réf    |
| -------------------- | ---------------- | ------------------ | ---------- | ------ |
| ARA San Juan (S-42)  | 15 novembre 2017 | 17 novembre 2018   | 920 m      | [ 8 ]  |
| Stellar Daisy        | 31 mars 2017     | 17 février 2019    | 3 461 m    | [ 9 ]  |
| Minerve (S647)       | 27 janvier 1968  | 21 juillet 2019    | 2 350 m    | [ 10 ] |
| USS Nevada (BB-36)   | 31 juillet 1948  | 11 mai 2020        | 4 700 m    | [ 11 ] |
| Endurance (bateau)   | 21 novembre 1915 | 5 mars 2022        | 3 000 m    | [ 12 ] |
| USS Stewart (DD-224) | 24 mai 1946      | 1er août 2024      | 1 060 m    | [ 13 ] |

### Détails
Début 2018, Ocean Infinity a participé à la recherche du vol Malaysia Airlines 370 en déployant le Seabed Constructor entre janvier et mai, sans succès. En novembre, le navire localise le sous-marin argentin ARA San Juan, disparu un an plus tôt.
En décembre 2018, Ocean Infinity est mandatée par le gouvernement sud-coréen pour rechercher le cargo Stellar Daisy, disparu dans l'Atlantique Sud. Le 17 février 2019, l’épave est localisée et l'enregistreur de voyage est ensuite récupéré,,.
Ocean Infinity a aussi travaillé avec Total E&P, Shell Mauritania, la Direction norvégienne du pétrole, ExxonMobil, la NOAA et Petrobras pour des missions de collecte de données,,,,.
En mars 2022, Ocean Infinity contribue à retrouver le navire d’Ernest Shackleton, l’Endurance, dans le cadre de l’expédition Endurance22 menée par le Falklands Maritime Heritage Trust.
En décembre 2024, le gouvernement malaisien a annoncé la reprise des recherches du vol MH370 dans le cadre d’un accord « no find, no fee » de 70 millions de dollars américains avec Ocean Infinity.